# Пелицара (Палермо)
Пелицара је насеље у Италији у округу Палермо, региону Сицилија.
Према процени из 2011. у насељу је живело 68 становника. Насеље се налази на надморској висини од 763 м.